# Haus Bärendorf
Haus Bärendorf war ein Rittergut im Ortsteil Bärendorf des Bochumer Stadtteils Weitmar und geht auf das Jahr 1479 zurück. Es wurde von dem Dortmunder Detmar von der Berswort angelegt, der aus der Dortmunder Patrizierfamilie Berswordt stammte. Die Abtei Werden belehnte ihn mit dem Grünerhof. Der Name Bärendorf lässt sich auf „Bevinktorp“ zurückführen, das „Dorf, in dem die Sippe des Bevo wohnt“ bedeutet. Vom Grünerhof wurde ein Stück abgetrennt und zum Rittersitz ausgebaut.
Sein Besitznachfolger war sein Sohn Adrian, der von 1538 bis 1563 genannt wurde, dann dessen Bruder Detmar, dann dessen Neffe Detmar von Dinsing, der von 1576 bis 1593 Richter des großen Amtes Bochum war. Dieser wurde 1591 von spanischen Freibeutern gefangen genommen und erst gegen ein Lösegeld von 600 Reichstalern freigelassen. Sein Erbe war Detmar, der schon vor 1621 verstorben war. Das Gut kam an dessen Tochter Elisabeth.
Ihre Erben waren die Eheleute Matthias von Schaden zu Wilshausen und die Eheleute Ludwig von Stockhausen. Sie verkauften das Gut 1652 an den Drosten des Amtes Bochum Wennemar von Neuhoff († 1665).
Das Wohnhaus des Rittersitzes wurde schon vor 1782 abgebrochen, zu diesem Zeitpunkt waren nur noch Gräfte, Garten, Baumgarten und zwei Fischteiche vorhanden. 1833 wurde der Besitz parzelliert und stückweise verkauft. Das Gelände ist vom Gewerbegebiet Rombacher Hütte geprägt. Vom Rittergut ist heute nichts mehr erhalten.